# Erindringsmønter
Erindringsmønter er mønter, der udgives for at fejre en bestemt begivenhed, for eksempel et jubilæum. En erindringsmønt er oftest gangbart betalingsmiddel, men kan variere i værdi og metal fra de almindelige mønter. Erindringsmønter opbevares ofte i et etui for at beskytte mod ridser og direkte håndtering.
I Danmark udgives erindringsmønter oftest i forbindelse med særlige begivenheder i kongehuset, fx bryllupper og regeringsjubilæer. Som tidlige danske erindringsmønter fandtes "kastemønter", som blev kastet ud ved en tronbestigelse.